# Aventiola pusilla
Aventiola pusilla är en fjärilsart som beskrevs av Butler 1879. Aventiola pusilla ingår i släktet Aventiola och familjen nattflyn. Inga underarter finns listade i Catalogue of Life.